# Volker Rittner
Volker Rittner (* 1946 in Braunschweig) ist ein deutscher Sportsoziologe und Hochschullehrer. Er gilt als einer der Nestoren der deutschen Sportsoziologie.

## Leben
Rittner bestand 1965 in Hamburg sein Abitur und studierte anschließend an der Universität Hamburg Soziologie, Geschichte und Germanistik. 1971 wurde an der Uni Hamburg seine Doktorarbeit (Thema: „Kulturkontakte und soziales Lernen im Mittelalter: Kreuzzüge im Licht einer mittelalterlichen Biographie“) angenommen. Ab 1973 war Rittner wissenschaftlicher Mitarbeiter an der Philipps-Universität Marburg und war mit Abschluss seiner Habilitation 1977 als Hochschuldozent in Marburg tätig. 1979 wechselte Rittner an die Deutsche Sporthochschule Köln (DSHS), wo er im Rahmen der von ihm begründeten Fakultät für Sportsoziologie eine Professur antrat und bis zum Beginn seines Ruhestands im Jahr 2011 Leiter des Instituts für Sportsoziologie war. An der DSHS war er von 1999 bis 2003 Prorektor für Forschung und wissenschaftlichen Nachwuchs.
Zu seinen Forschungsschwerpunkten gehörten die Themengebiete Sport und Gesellschaft, Strukturwandel des Sports in komplexen Gesellschaften, Soziologie des Körpers, Gesundheitsförderung und Prävention, kommunale Sportentwicklungsplanung, Steuerungsprobleme des Sportsystems, Jugendarbeit und Sport, Berufsperspektiven von Sportakademikern in Vereinen, Ehrenamt im Sport und Trendsportarten.